# 茶目子の一日
『茶目子の一日』（ちゃめこのいちにち）は、1919年（大正8年）から発売された佐々紅華作詞・作曲のオペレッタ風の童謡（お伽歌劇）の一連。日本で初めてレコード化された童謡とされている。
数ある録音の中でも、1929年（昭和4年）に平井英子が茶目子役で吹き込んだバージョンが、「最も茶目子らしい茶目子」として特に人気が高い。

## 概要
レコードは1919年（大正8年）10月新譜として茶目子：木村時子、お母さん：天野喜久代、先生：加藤清の歌唱によりニッポノホン（現・コロムビア）から発売された。同年に楽譜（『童話唱歌第五編 茶目子の一日』）が「七聲舎出版部」から出版された。
発表当時は七五調を基にした定型の童謡がほとんどの時代で、不定型でかつ台詞のやりとりにメロディが付くという本曲の構成は意欲的なものであった。また、フルで6分を超える長さも、当時の童謡としては異例であった。
その後、1929年（昭和4年）4月に発売された茶目子：平井英子、お母さん：高井ルビー、先生：二村定一のビクター盤が大ヒットした。1931年（昭和6年）には、平井歌唱のレコードを使用したレコード・トーキーによるアニメ映画（後述）も公開されている。
平井英子はレコーディングの際、わずか2回でOKが出たと証言している。

## 内容
小学生「茶目子」が、朝起きてご飯を食べて学校に行き、勉強（算術、読本）で誉められ、そのご褒美に活動写真に連れて行ってもらう。
なお、1919年に出版された楽譜を見ると、レコード化に際して一部カットされており、その部分には、茶目子が学校で算術の授業中によそ見をしていたために、先生に指名されるなどが含まれている。
曲の雰囲気は、後世の漫画作品『ちびまる子ちゃん』に似ているとも言われる。

## レコード・CD版の配役の推移
| リリース           | レーベル                      | 規格番号  | 茶目子                   | お母さん                 | 先生                     | 呼称[6]  | 備考                                              |
| ------------------ | ----------------------------- | --------- | ------------------------ | ------------------------ | ------------------------ | -------- | ------------------------------------------------- |
| 1919年（大正8年）  | ニッポノホン                  | 3657〜8   | 木村時子                 | 天野喜久代               | 加藤清                   | 童謡     |                                                   |
| 1925年（大正14年） | ニッポノホン                  | 3657〜8   | 木村時子                 | 高井ルビー               | 柳田貞一                 | お伽歌劇 |                                                   |
| 1929年（昭和4年）  | ビクター                      | 50681     | 平井英子                 | 高井ルビー               | 二村定一                 | 童話唱歌 |                                                   |
| 1933年（昭和9年）  | コロムビア                    | 27276     | 飯島綾子                 | 三好久子                 | 中野忠晴                 | 童話唱歌 | 佐々のコロムビア移籍により発売                    |
| 1965年（昭和40年） | キング （クリちゃんレコード） | AS-21     | 楠トシエ                 |                          | 友竹正則                 | 音楽童話 | ジャケットには「チャメコの一日」と記載            |
| 1996年（平成8年）  | 東芝EMI                       | TOCT-9425 | 高橋クミコ（現：クミコ） | 高橋クミコ（現：クミコ） | 高橋クミコ（現：クミコ） |          | 一人三役 アルバム『世紀末の円舞曲（ワルツ）』収録 |
| 2018年（平成30年） | 遠峰組                        | T-007     | 遠峰あこ、寒空はだか     | 遠峰あこ、寒空はだか     | 遠峰あこ、寒空はだか     |          | アルバム『今度の日曜また来よう』収録              |
平井盤は1995年にCD化され、1996年7月24日には8センチCD（ビクター VIDG-10027）として発売された。
1919年〜1933年に発売された4バージョンは、2016年発売のCD『浅草オペラからお伽歌劇まで〜和製オペレッタの黎明〜』（制作：ぐらもくらぶ、販売：メタカンパニー）に収録された。

## アニメ映画
平井英子歌唱のレコードを使用したレコード・トーキーによるアニメ映画が1931年に公開された。監督：西倉喜代治、制作：協力映画製作社。
その後ビデオ・DVD化され、21世紀初頭現在、上映会でも上映されている。
アニメ映像の一部に、当時の陸上競技の選手・人見絹枝の実写が加わっている。「故・人見絹枝嬢の面影」と表記されていたことから人見の死去（1931年）後に作られたものである。

## 漫画
1986年に『茶目子の一日』の歌詞を元に藤原カムイが執筆した漫画『茶目子』が発表された。

## 備考
- 久世光彦は3 - 4歳の頃、姉と一緒にポータブル蓄音機でこの曲を繰り返し聴いたという[1]。
- 1986年には「茶目子の一日」のファン有志により「茶目子の会」が結成された[1]。
- 一部の版では、歌詞の「一本三銭の鉛筆」が「一本三円の鉛筆」に、「ライオン歯磨」が 「粉の歯磨」に変更されている[8]。
- 歌詞に読本の『釜盗人』のシーンで出てくる「ゐざり」（足の不自由な人が膝を擦ったまま歩くこと）という差別用語が使用されているため、現在のバージョンでは前後を含め該当部分がカットされている。ビデオ・DVDなどで復刻されたアニメ版でも同様である。
- 2018年に、おもちゃ映画ミュージアム（一般社団法人京都映画芸術文化研究所）が開館4年目記念に制作した『DVD活弁と生演奏で彩る〜おもちゃ映画の玉手箱』には昭和6年に作られた「茶目子の一日」のオリジナル版が収録されており、現在使用が相応しくないとされている表現については、"歴史的資料"として尊重し、そのまま収録されている[9]。